# Distretto di Aileu
Il distretto di Aileu è un distretto amministrativo di Timor Est, che prende il nome dalla sua capitale: Aileu. Ha una popolazione di 48 837 abitanti (censimento 2015) ed un'area di 737 km².

## Storia
Era formalmente parte dei distretto di Dili ma fu separato alla fine degli anni dell'amministrazione portoghese.

## Geografia fisica
Il distretto si trova nella parte nord occidentale di Timor Est ed è uno dei due distretti senza sbocchi sul mare del paese, l'altro è il distretto di Ermera.
Confina a nord con il distretto di Dili, a est con il distretto di Manatuto, a sud-est con il distretto di Manufahi, a sud con il distretto di Ainaro, ad ovest con il distretto di Ermera ed a nord-ovest con il Distretto di Liquiçá.

## Sottodistretti
Il territorio è suddiviso in 4 sottodistretti:
|  | - Aileu, - Laulara, - Lequidoe, - Remexio. |